# Shika no Ō
Shika no Ō (鹿の王 Shika no Ō?, lit. "Rey de los ciervos") es una serie de novelas de fantasía japonesa escrita por Nahoko Uehashi. Kadokawa publicó originalmente la serie en dos volúmenes en septiembre de 2014, y luego la reeditó en cuatro volúmenes entre junio y julio de 2017. Una adaptación del manga con ilustración de Taro Sekiguchi se serializó en línea a través del sitio web Young Ace Up de Kadokawa Shoten entre julio de 2021 y marzo de 2022. Se recopiló en dos volúmenes tankōbon. El 4 de febrero de 2022 se estrenó una adaptación cinematográfica hecha por Production I.G en los cines japoneses.

## Personajes
Van (ヴァン Van?)
 Seiyū: Shin’ichi Tsutsumi
Hossal (ホッサル Hossaru?)
 Seiyū: Ryoma Takeuchi
Sae (サエ Sae?)
 Seiyū: Anne Watanabe
Yuna (ユナ Yuna?)
 Seiyū: Hisui Kimura

## Medios

### Manga
| Volúmenes de manga publicados | Volúmenes de manga publicados | Volúmenes de manga publicados |
| Número                        | Fecha de lanzamiento          | ISBN                          |
| ----------------------------- | ----------------------------- | ----------------------------- |
| 1                             | 10 de septiembre de 2021      | ISBN 978-4-04-111811-5        |
| 2                             | 10 de marzo de 2022           | ISBN 978-4-04-111812-2        |

### Película de anime
Una adaptación a anime fue anunciada el 21 de junio de 2018. Más tarde se anunció que sería una adaptación a película de anime producida por Production I.G La película está dirigida por Masashi Ando y Masayuki Miyaji, Ando diseña los personajes, Taku Kishimoto se encarga de los guiones y Harumi Fuuki compone la música de la película. Su estreno estaba previsto inicialmente para el 18 de septiembre de 2020, pero se retrasó al 10 de septiembre de 2021 por motivos no revelados. La película se retrasó de nuevo en agosto de 2021 debido a la pandemia de COVID-19. Se estrenó el 4 de febrero de 2022 en cines japoneses.
La película se estrenó mundialmente en la competición oficial de largometrajes del Festival Internacional de Cine de Animación de Annecy el 14 de junio de 2021. Anime Limited licenció la película para su estreno en el Reino Unido, Irlanda y la Europa francófona. GKIDS ha adquirido la película para estrenarla en Estados Unidos y Canadá con planes de proyectarla tanto en japonés con subtítulos en inglés como con un doblaje en inglés a principios de 2022. Selecta Visión adquirió los derechos de la película y planea estrenarla en cines selectos de España tanto en japonés con subtítulos como con doblaje en español ibérico el 20 de mayo de 2022.